# 지브롤터 U-21 축구 국가대표팀
지브롤터 U-21 축구 국가대표팀(영어: Gibraltar national under-21 football team)은 지브롤터를 대표하는 21세 이하의 축구 국가대표팀으로, 지브롤터의 축구 관리 기관인 지브롤터 축구 협회의 관리를 받는다. 지브롤터는 UEFA 정회원 자격을 신청했고 2013년 5월 UEFA 총회에서 수락되어 2015년부터 UEFA 대회에 참가할 수 있게 되었다.